# Marshall Williams
Marshall Williams (Winnipeg, 31 luglio 1989) è un attore, modello e musicista canadese.

## Carriera
Williams ha iniziato la sua carriera di musicista partecipando al reality show Canadian Idol. Come modello ha posato per Abercrombie & Fitch, Hollister Co., Diesel, Mattel e M.A.C. Cosmetics.
Nel 2014 ha preso parte al film Disney per la televisione Come creare il ragazzo perfetto nel ruolo di Albert Banks. Inoltre ha interpretato il ruolo ricorrente di Spencer Porter un giocatore di football gay, nella serie televisiva in onda su Fox Glee.

## Filmografia

### Cinema
- L'abbazia dei misteri (Sometimes the Good Kill), regia di Philippe Gagnon (2017)
- Uno strano desiderio (Sorry for Your Loss), regia di Collin Friesen (2018)
- His Master's Voice, regia di György Pálfi (2018)
- SuperGrid, regia di Lowell Dean (2018)
- Stand!, regia di Robert Adetuyi (2019)
- L'uomo dei ghiacci - The Ice Road, (The Ice Road), regia di Jonathan Hensleigh (2021)
- Exile, regia di Jason James (2022)

### Televisione
- Being Erica – serie TV, episodio 3x03 (2010)
- Amori, affari e Babbo Natale (Desperately Seeking Santa), regia di Craig Pryce – film TV (2011)
- Alphas – serie TV, episodio 1x05 (2011)
- Miss Reality (Really Me) – serie TV, episodio 2x02 (2012)
- La mia babysitter è un vampiro (My Babysitter's a Vampire)  – serie TV, episodio 2x04 (2012)
- Saving Hope – serie TV, episodio 2x01 (2013)
- 100 volte Natale (Pete's Christmas), regia di Nisha Ganatra – film TV (2013)
- Come creare il ragazzo perfetto (How to Build a Better Boy), regia di Paul Hoen – film TV (2014)
- Glee – serie TV, 11 episodi (2015)
- When Hope Calls – serie TV, 8 episodi (2019-2021)
- Amore no-profit (Sincerely, Yours, Truly), regia di Rachel Stuhler – film TV (2020)
- Labirinto d'amore (Amazing Winter Romance), regia di Jason Bourque – film TV (2020)
- Amore a Daisy Hills (Follow Me to Daisy Hills), regia di Sean Geraughty – film TV (2020)
- Love Strikes Twice, regia di Jeff Beesley – film TV (2021)
- Come ti organizzo il Natale (Fixing Up Christmas), regia di Jessica Harmon – film TV (2021)
- La fragranza del cuore (Scented with Love), regia di Emily Corcoran – film TV (2022)

## Doppiatori italiani
Nelle versioni in italiano dei suoi film, Marshall Williams è stato doppiato da:
- Daniele Raffaeli: Come creare il ragazzo perfetto
- Alessandro Serafini: 100 volte Natale
- Danny Francucci: Amore no-profit
- Emiliano Coltorti: Glee
- Omar Vitelli: Come ti organizzo il Natale
- Gabriele Vender: Labirinto d'amore